# Vereniging voor Daadkrachtige Alumni, Studenten en Scholieren in Suriname
De Vereniging voor Daadkrachtige Alumni, Studenten en Scholieren in Suriname is een Surinaamse belangenorganisatie voor studenten en scholieren. Tot december 2018 werd de naam Vereniging voor Minder draagkrachtige Studenten in Suriname (VMSS) gevoerd. De naam werd gewijzigd om zich naast studenten ook op scholieren te kunnen richten.
De vereniging werd op 14 oktober 2016 opgericht, met als eerste voorzitter Paul van Dun. Ze richt zich vooral op de beschikbaarheid en betaalbaarheid van woningen voor haar doelgroep, maar ook op andere belangen zoals de invoering van avondopleiding op de Anton de Kom Universiteit.
Om doelen te bereiken wordt samengewerkt met private partijen, zoals de Surinaamse Postspaarbank die in 2018 35 eigendomspercelen in Waterland overdroeg, en de regering.